# Enicodes montrouzieri
Enicodes montrouzieri är en skalbaggsart som beskrevs av Xavier Montrouzier 1861. Enicodes montrouzieri ingår i släktet Enicodes och familjen långhorningar. Inga underarter finns listade i Catalogue of Life.